# Peter Weller
Peter Frederich Weller (* 24. června 1947) je americký herec a režisér. V dětství se věnoval hudbě, hrál na trubku v jazzovém souboru. Roku 1987 hrál hlavní roli ve filmu Robocop. Mezi jeho další filmy patří Dvojitý podraz (2001) nebo Star Trek: Do temnoty (2013). Hrál rovněž v různých seriálech, jako například Odyssey 5 (2002) a Dexter (2010). V roce 2012 to pak byla menší role v epizodě „Post Mortem“ seriálu Dr. House, kterou rovněž režíroval.